# Лінія басу
Лінія басу (bass line) в музиці означає елемент музичної фактури, що виконується в нижньому регістрі. В інструментальній музиці лінія басу відображена в інструментальних партіях, таких як контрабас, туба, бас-гітара. В електронній музиці лінія басу забезпечується відповідними синтетичними звучаннями.  

### У класичній музиці
В епоху бароко виконання супроводу basso continuo передбачало окрім інструменту що грає акордами (наприклад, клавесин або лютню), також один або кілька інструментів басової теситури, що виконують басову лінію — віолончель, рідше — контрабас. Якщо  basso continuo  виконувалось на органі, басову лінію органіст зазвичай грав, використовуючи педалі.  
У класичній симфонічній музиці партію басу виконують контрабаси та віолончелі в октаву - на контрабасах октавою нижче ніж на віолончелях. До кінця класичного періоду в симфоніях Бетховена віолончелі та контрабаси часто отримували окремі партії. Частково лінія басу може дублюватися литаврами, проте у творах XVII та початку XVIII сторіччя через трудність перенастроювання інструментів, лише обмежуючись кількома нотами, зазвичай на тоніці та домінанті. 
У камерній музиці лінію басу може виконувати віолончель у струнних квартетах або фагот у духовій камерній музиці. 

### У популярній музиці
У різних жанрах популярної музики лінія басу зазвичай виконується на бас-гітарі. Басова лінія визначає ритм та гармонічну структуру твору. У більшості традиційних і популярних музичних стилів бас-гітарист може імпровізувати басову лінію, однак спираючись на гармонію твору. Басисти також виконують заповнення між фразами вокальної мелодії і короткі сольні епізоди.  

### Блукаючий бас
Поняття блукаючий бас може стосуватися барокової музики, джазу, блюзі та рокабілі XX століття, і вказує на рівномірний рух басу четвертними тривалостями, що нагадує регулярне чергування ніг під час ходи. Блукаючий бас спирається на гами, арпеджіо, діатонічні чи хроматичні прохідні тони в межах заданої гармонічної послідовності, і нерідко утворює висхідну або низхідну лінію впродовж кількох тактів. Для урізноманітнення басисти можуть включати прохідні ноти восьмої тривалості (зазвичай у свінговому ритмі), виконувати форшлаги на приглушених струнах, або подовжувати тривалість ноти до кількох долей. Блукаючий бас є своєрідною протилежністю органному пункту, що передбачає утримання або повторення однієї ноти при зміні акордів. 
Блукаючий бас зазвичай виконуються на контрабасі або бас-гітарі, але може бути виконаний на фортепіано, органі Хаммонда, тубі чи інших інструментах відповідної теситури. Блукаючий бас можна і заспівати, чим користуються деякі акапельні вокальні групи. Хоча рухливі басові партії найчастіше асоціюються з джазом і блюзом, вони також використовуються в рокі, рокабілі, ска, R&B, госпелі, латині, кантрі та багатьох інших музичних напрямах.
Блукаючий бас у бароковій органній музиці (Nun komm Й. С. Баха, der Heiden Heiland, BWV 659, 18 хоральних прелюдій):
Блукаючий бас у музиці романтичної епохи. А. Брукнер. Симфонія № 5, початок:

Характерна лінія басу бугі-вугі також являє собою блукаючий бас:

### Сольні епізоди
Партія басового інструменту може включати сольні епізоди, які в англійській термінології називаються bass run. Такі епізоди суттєво відрізняється від басового акомпанементу ритмічно й мелодично, і можуть виконуватися в іншому регістрі чи навіть тембрі.
Сольні епізоди створюються аранжувальником або імпровізуються на сцені виконавцем і можуть включати демонстрацію віртуозних прийомів. Основний вокал, а інколи і барабани в цей час припиняють звучання. 